# Zaradawa
Zaradawa – nieistniejąca już wieś w Polsce, której dawna lokacja odpowiada miejscu w województwie podkarpackim, w powiecie jarosławskim, w gminie Wiązownica, nad potokiem Bech.
Zaradawa była wsią ukraińską. W 1939 liczyła 1160 mieszkańców, w tym 1120 Ukraińców, 160 Polaków, 10 Żydów. Podlegała pod Parafię św. Anny w Radawie. Do 1934 stanowiła gminę jednostkową w powiecie jarosławskim, za II RP w woј. lwowskim. W 1934 w nowo utworzonej zbiorowej gminie Radawa. Tam utworzyła gromadę składającą się z miejscowości Zaradawa, Bednarze, Bory, Buczyna, Budyki, Cienkie, Hule, Karczmarze, Kopań, Perzyły, Smereki i Zastawne.
Podczas II wojny światowej w gminie Radawa w powiecie Przemyśl w dystrykcie krakowskim (Generalne Gubernatorstwo). Liczyła wtedy 899 mieszkańców. 
W latach 1945–1947 nacjonaliści ukraińscy z OUN-UPA zamordowali tutaj 12 Polaków. Zabili także w zasadzkach 16 żołnierzy z 9 Dywizji Piechoty.
10 kwietnia 1945 w Zaradawie policja polska spaliła 20 gospodarstw. W dokumentach akcji deportacji o kryptonimie „Wisła” wygnano obywateli RP narodowości ukraińskiej. Na skutek przesiedleń w latach 1946–1947 (z Zaradawy, Radawy i okolic wywieziono ponad 180 rodzin), Zaradawa przestała praktycznie istnieć.
Po wojnie w gminie Radawa w powiecie przemyskim w województwie rzeszowskim. Jesienią 1954 zniesiono gminy tworząc gromady. Zaradawa weszła w skład nowo utworzonej gromady Radawa wraz z Radawą, Mołodyczem i Cetulą, gdzie przetrwała do końca 1972 roku, czyli do kolejnej reformy gminnej. Jeszcze w 1973 roku Zaradawa tworzyły jedno z 13 sołectw reaktywowanej gminy Wiązownica w powiecie jarosławskim.
Obecnie miejscowość nie istnieje wg TERYT, choć pozostały w okolicy niektóre z jej dawnych przysiółków, należących obecnie do wsi Mołodycz, np. Karczmarze (SIMC 0612499), Kopań (SIMC 0612507), Zagrobelne (0612476), Zastawne (SIMC 0612520). W 1995 roku zlikwidowano leśnictwo Zaradawa.